# Niphoparmena freudei
Niphoparmena freudei är en skalbaggsart som beskrevs av Stefan von Breuning 1962. Niphoparmena freudei ingår i släktet Niphoparmena och familjen långhorningar. Inga underarter finns listade i Catalogue of Life.